# قرقل

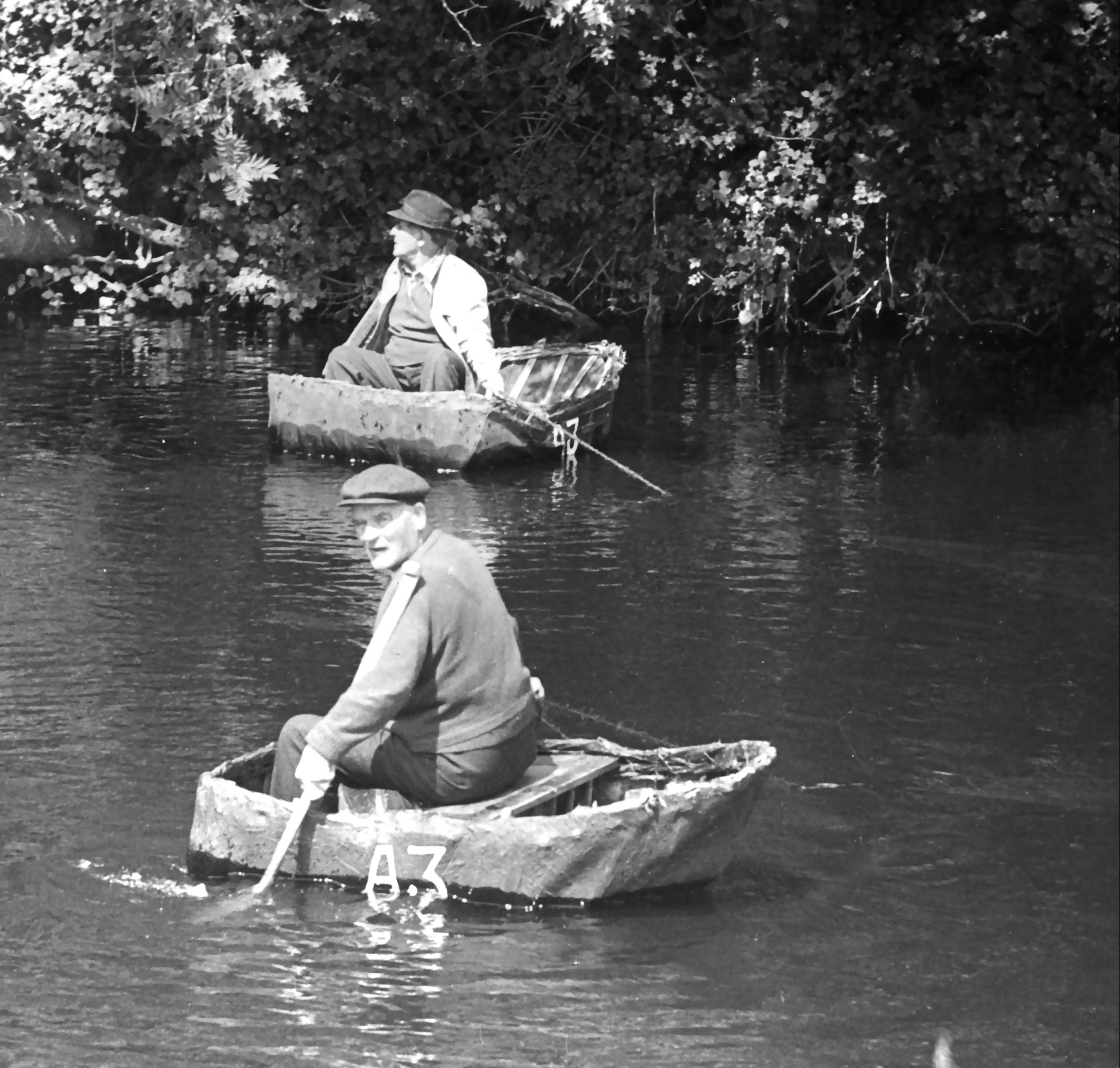

القُرقُل هو قارب صغير مستدير خفيف الوزن من النوع المستخدم تقليديا في وِلز وفي أجزاء من غرب البلد وفي إرلندة ولا سيما نهر بوين  وفي إسكتلندا ، وخاصة نهر سِباي . تستخدم الكلمة أيضًا في القوارب المماثلة الموجودة في الهند وفيتنام والعراق والتبت.

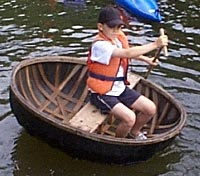
قُرقُل على نهر سيفرن